# Uda (císař)
Uda (japonsky 宇多天皇, Uda-tennó, 10. června 866 – 3. září 931) byl padesátý devátý císař Japonska v souladu s tradičním pořadím posloupnosti. Vládl od 17. září 887 do své abdikace 4. srpna 897.
Princ, jehož osobní jméno (imina) před nástupem na Chryzantémový trůn znělo Sadami (定省), byl třetím synem 58. císaře Kókóa a jeho ženy princezny Hanši (班子女王).

## Historické pozadí
Ve starověkém Japonsku existovaly čtyři šlechtické klany ─ Minamoto (源氏), Taira (平氏), Fudžiwara (藤原氏) a Tačibana (橘氏). Klan Minamoto je rovněž znám jako Gendži. Některým Udovým vnoučatům bylo uděleno příjmení Minamoto, což je nejpoužívanější příjmení pro bývalou japonskou panovnickou rodinu. Vzhledem k nutnosti odlišit Udovy potomky od ostatních rodů klanu Minamoto či Gendži, začali být označováni jako Uda Gendži (宇多源氏). Někteří příslušníci rodu Uda Gendži se přestěhovali do provincie Ómi v regionu Kansai a začali být známi jako klan Sasaki (佐々木氏) nebo Ómi Gendži (近江源氏).
Masanobu či Masazane Minamoto (源 雅信) z klanu Uda Gendži byl třetím synem prince Acumiho, 8. syna císaře Udy. Dařilo se mu u císařského dvora, kde se vypracoval až na ministra po levici (sadaidžin). Jedna z jeho dcer, Rinši, byla provdána za budoucího regenta Mičinagu Fudžiwaru. Z tohoto manželství vzešly tři budoucí císařovny a dva regenti (seššó) 
Od Masanobua Minamota odvozuje svůj původ několik dvořanských rodů, jako jsou rody Niwata, Ajanokódži, Icucudži, Óhara a Džikódži. Potomci jeho čtvrtého syna Sukenoriho (扶義) dali vznik klanu Sasaki a tak vznikl klan Kjógoku (京極氏). Tyto potomky dnes známe jako Ómi Gendži. Takaudži Sasaki z této linie byl za šógunátu Ašikaga úspěšným básníkem, válečníkem a úředníkem. Klan Amago jsou potomci jeho bratra.

## Události za Udova života
Ve snaze snížit státní výdaje a zmenšit politický vliv svých synů degradoval Udův otec císař Kókó své syny z hodnosti členů císařské rodiny na pouhé poddané. Sadami dostal klanové jméno Minamoto a stal se z něho Sadami Minamoto. Později, v roce 887, když Kókó potřeboval jmenovat svého nástupce, byl Sadami opět povýšen do hodnosti císařského prince. Stalo se tak díky podpoře regenta Motocuneho Fudžiwary, jehož nevlastní sestra Sadamiho adoptovala. Po smrti svého otce v září téhož roku pak Sadami usedl na Chryzantémový trůn. 
Poté co 17. září 887 zemřel ve čtvrtém roce své vlády císař Kókó, obdržel princ Sadami nástupnictví (senso) a krátce nato usedl na Chryzantémový trůn (sokui). Dne 5. prosince téhož roku požádal Motocune Fudžiwara o možnost odejít do důchodu. Císař mu však nevyhověl. Údajně mu měl odpovědět: „Moje mládí omezuje moji schopnost vládnout, a pokud mi přestaneš dávat své dobré rady, budu muset abdikovat a stáhnout se do kláštera.“ Fudžiwara proto dál vykonával funkci kancléře a regenta nového císaře.

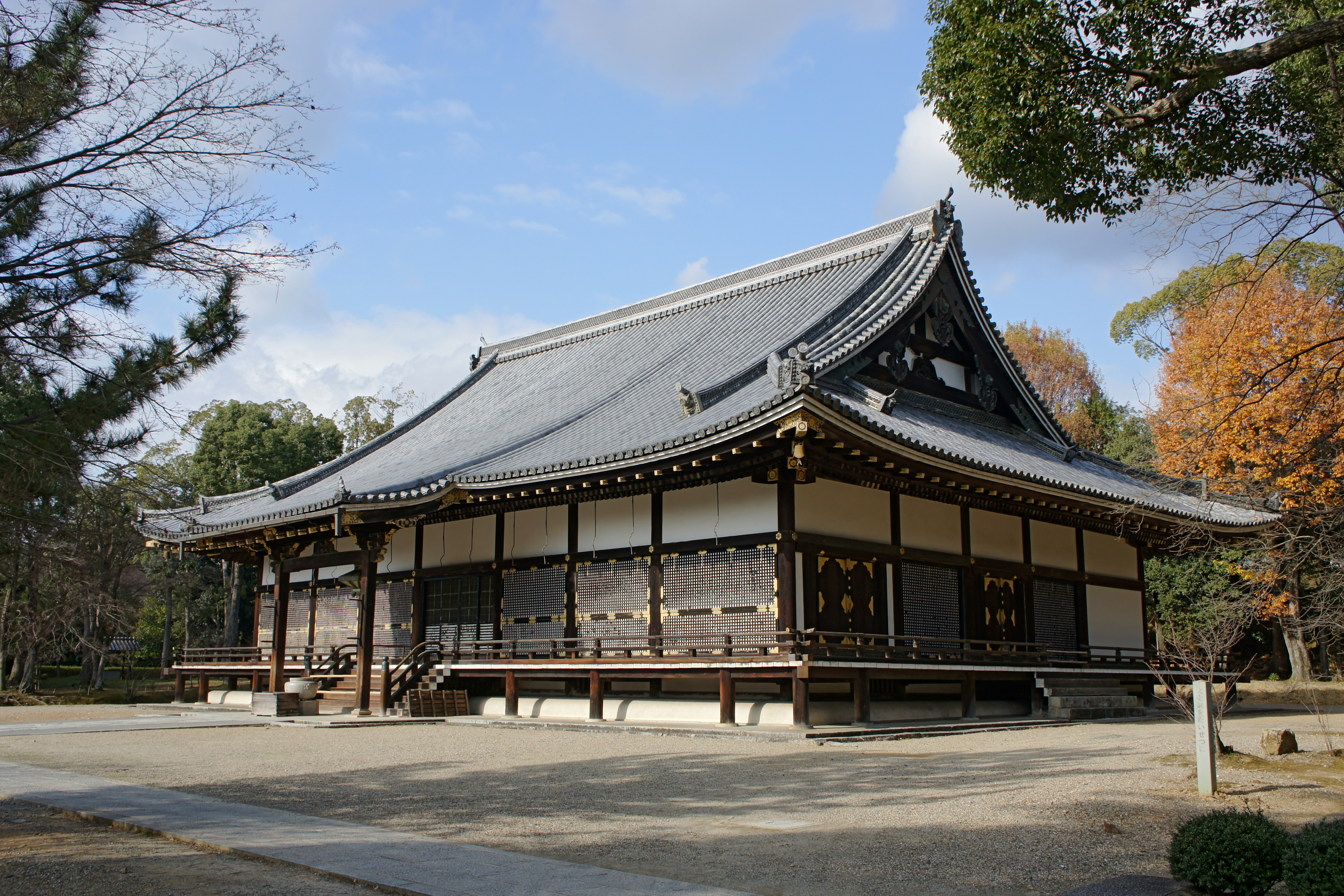
Zlatá síň chrámu Ninnadži

V roce 888 byla dokončena stavba nového buddhistického chrámu Ninnadži (仁和寺). Jeho opatem se stal bývalý žák zakladatele japonské buddhistické školy Šingon, mnicha a učence Kúkaie.
Roku 889 postihla bývalého císaře Józeie duševní choroba. Podle několika málo informací z císařského archivu včetně takových, jako jsou historické texty Rikkokuši a Nihon Sandai Džicuroku, spáchal Józei vraždu jednoho ze svých vazalů. To vyvolalo na celém císařském dvoře obrovský skandál. Spousta příslušníků dvora chápala císařovu akci jako takovou, která přesahuje meze pochopitelného chování. Kvůli tomu byl nakonec sesazen a vládu převzal císař Kókó.
V počátcích vlády císaře Udy zastával Motocune Fudžiwara úřad kampaku neboli funkci kancléře a regenta. Období Udovy vlády bylo poznamenáno vleklým bojem císařské rodiny o opětovné prosazení její moci nezávislé na rostoucím vlivu Fudžiwarů, který od Motocuneho úmrtí v roce 891 narůstal. Podle záznamů pověřil císař Uda nedlouho poté věrné stoupence Motocuneho Fudžiwary, vzdělance Sukeja a Kijojukiho, provinčními úřady v odlehlých provinciích Mucu a Higo. Současně byli do prominentních hodností povyšováni Fudžiwarům nezavázaní úředníci, převážně příslušníci klanu Minamoto. Císařův spolehlivý rádce Mičizane Sugawara stoupal rychle po hodnostním žebříčku a během pěti let dosáhl třetí nejvyšší hodnosti u dvora a stal se inspektorem domácnosti korunního prince. Syn a dědic Motocuneho Fudžiwary, Tokihira Fudžiwara (藤原 時平, 871─909), mezitím rovněž stoupal po hodnostním žebříčku, ale mnohem pomaleji, jen tak rychle, aby se zabránilo otevřenému boji o moc.
Císař Uda se zatím pokoušel navrátit dvorskou politiku k původnímu duchu předjímanému systémem trestního a občanského práva Ricurjó a současně oživit zájem o učení a kulturu konfucianismu.  V létě roku 896 vyslal císař Uda svého rádce Mičizaneho Sugawaru, aby v souladu s čínskými zvyklostmi zkontroloval vězně v hlavním městě a postaral se o všeobecnou amnestii pro nespravedlivě obviněné. Císař rovněž vydal dekrety, jež posilovaly právo rolníků na půdu a chránily je tak před nekalým jednáním mocných rodů z hlavního města. Dohlížel rovněž na výběr daní v provinciích.
Na základě uvážlivé rady Mičizaneho Sugawary ukončil císař Uda praxi vysílání vyslanců do Číny. Za jeho vlády se také poprvé konala zvláštní slavnost svatyní Kamo.
Dne 4. srpna 897 císař Uda abdikoval ve prospěch svého nejstaršího syna, Acugimiho (敦仁親王), který posléze vešel ve známost jako císař Daigo. V doporučení, jež Uda synovi zanechal, jej nabádal, jak si má coby vladař vést. Ve svém přípisu císař chválí Tokihiru Fudžiwaru coby poradce, ale současně varuje před jeho sukničkářstvím. Mičizaneho Sugawaru pak císař velebí jako svého mentora. Císař oba dva pověřil, aby na jeho syna dohlíželi, dokud nedosáhne dospělosti.
Tři roky nato, v roce 900, se Uda stal ve svých 34 letech buddhistickým mnichem. Jeho mnišské jméno znělo Kongó Kaku a jeho novým domovem se stal chrám Ninnadži, který založil. Podle místa, kde v chrámu jako mnich trávil svůj čas, býval někdy nazýván klášterní císař Teidži. Budova, v níž povětšinou pobýval, se totiž nazývala Teidžiin.
Bývalý císař Uda zemřel 3. září 931 ve věku 65 let.
Místo, kde byl císař Uda pohřben, je známé. Tento císař je tradičně uctíván v pamětní šintoistické svatyni (misasagi) v Kjótu. Úřad pro záležitosti japonského císařského dvora stanovil toto místo jako Udovo mauzoleum. Formálně nese jméno Kaguragaoka no Higaši no misasagi. Bývalý císař je pohřben v okrsku zvaném Sedm císařských hrobek v kjótském chrámu Rjóandži. Mohyla, jež připomíná císaře Udu, se dnes jmenuje O-učijama. Císařův hrob nebyl v období po jeho smrti nijak honosný. Hrobky v okrsku získaly svoji současnou podobu po renovaci císařských hrobek v 19. století, kterou nařídil císař Meidži.

## Rodina
Císařský princ Sadami neboli císař Uda měl asi 15 manželek, s nimiž zplodil asi 22 dětí, 11 synů a asi 11 dcer. Jeho prvorozený syn, císařský princ Acugimi (敦仁親王) či Acuhito (敦仁親王), se posléze stal císařem Daigem.